# Фантик. Первобытная сказка
«Фа́нтик. Первобы́тная ска́зка» — советский рисованный мультипликационный фильм, созданный в 1975 году режиссёром Ефимом Гамбургом по сценарию Бориса Заходера.

## Сюжет
Мультфильм о маленьком слонёнке Фантике и злом Штуше-Кутуше — страшном звере, который охотится по всем джунглям за «новеньким, сладеньким» слонёнком Фантиком. Маленький слонёнок Фантик всё спешил на пруд и обратно, чтобы полить свою плачущую от жажды колючку, но всё время отвлекался на помощь другим и невольно избегал столкновения со Штушей-Кутушей. В итоге маленькая колючка превратилась в дерево и принесла волшебный плод, исполняющий любое желание. Вырос и сам Фантик, и его имя — он теперь Элефант. И уши теперь не мешаются.
Действующие лица (по титрам мультфильма):
- Штуша-Кутуша — страшный зверь
- Мартышка — обезьяна
- Первобытные звери

А также:
- Фантик — самый первый на свете слон.

## Создатели
| Автор сценария            | Борис Заходер |
| Режиссёр                  | Ефим Гамбург |
| Художник-постановщик      | Даниил Менделевич |
| Композитор                | Алексей Рыбников |
| Оператор                  | Михаил Друян |
| Звукооператор             | Георгий Мартынюк |
| Монтажёр                  | Изабелла Герасимова |
| Ассистенты                | Светлана Гвиниашвили, Ольга Апанасова, Светлана Кощеева |
| Художник                  | Дмитрий Анпилов |
| Художники-мультипликаторы | Наталия Богомолова, Эльвира Маслова, Виолетта Колесникова, Виктор Арсентьев, Юрий Кузюрин, Геннадий Сокольский, Галина Зеброва, Иван Давыдов, Галина Баринова, Иосиф Куроян |
| Роли озвучивали           | Светлана Харлап — Фантик Зинаида Нарышкина — Мартышка Евгений Леонов — Штуша-Кутуша Анастасия Георгиевская — Черепаха Людмила Гнилова (в титрах не указана) — Тушканчик     |
| Редактор                  | Татьяна Папорова |
| Директор картины          | Фёдор Иванов |

Шумовое оформление записано на Московской экспериментальной студии электронной музыки.

## Награды
- 1976 — IX Всесоюзный кинофестиваль (Фрунзе) — Вторая премия по разделу мультфильмов.[1]

## О мультфильме
- Художник Даниил Менделевич изобразил всех персонажей тонкими цветными линиями на чёрном фоне, из-за чего древний лес и его обитатели стали ещё более сказочными и таинственными[2].
- В рейтинге газеты Вечерняя Москва «Фантик» вошёл в список десяти легендарных мультфильмов режиссёра Ефима Гамбурга[3].
- Штуша-Кутуша, антигерой мультфильма, вошёл в список уникальных страшилок золотого запаса мультипликации СССР, появившихся на свет благодаря воображению советских мультипликаторов[4].